# Nemospiza
Nemospiza is een monotypisch geslacht van spinnen uit de  familie van de wielwebspinnen (Araneidae).

## Soort
- Nemospiza conspicillata Simon, 1903